# Alexander Lüderitz (Schwimmer)
Alexander Lüderitz (* 6. August 1973 in Berlin) ist ein ehemaliger deutscher Schwimmer.
Der 1,96 m große Lüderitz startete für den SC Berlin. Als Fünfter der Deutschen Meisterschaften 1996 über 50 und über 100 Meter Freistil gehörte Lüderitz zum deutschen Aufgebot für die Olympischen Spiele 1996 in Atlanta. Dort trat er über 50 m Freistil an und belegte in der Qualifikation den 21. Platz. Die deutsche 4-mal-100-Meter-Freistilstaffel in der Besetzung Mark Pinger, Alexander Lüderitz, Bengt Zikarsky und Björn Zikarsky gewann den ersten Vorlauf und qualifizierte sich mit der hinter der US-Staffel zweitbesten Zeit aller Vorläufe für das Finale. Im Finale schwammen Christian Tröger, Bengt und Björn Zikarsky sowie Mark Pinger zwei Sekunden schneller als im Vorlauf und erreichten den dritten Platz hinter der US-Staffel und den Russen. Für seinen Einsatz im Vorlauf erhielt auch Alexander Lüderitz die Bronzemedaille. Außerdem wurden er und die übrigen Mitglieder der Staffel vom Bundespräsidenten mit dem Silbernen Lorbeerblatt ausgezeichnet.
Bei den Schwimmeuropameisterschaften 1997 schwammen in der 100-Meter-Freistilstaffel Alexander Lüderitz, Steffen Zesner, Christian Tröger und Torsten Spanneberg auf den zweiten Platz hinter der russischen Staffel und gewannen Silber vor den Niederländern. Noch erfolgreicher war die deutsche 100-Meter-Freistilstaffel bei den Kurzbahnweltmeisterschaften 1997, dort gewannen Lars Conrad, Christian Tröger, Alexander Lüderitz und Aimo Heilmann Gold vor Schweden und Australien. Bei deutschen Meisterschaften gewann Lüderitz 1997 und 1998 über 50 Meter Freistil.